# Trešnjevica (Sjenica)
Pour les articles homonymes, voir Trešnjevica.
Trešnjevica (en serbe cyrillique : Трешњевица) est un village de Serbie situé dans la municipalité de Sjenica, district de Zlatibor. Au recensement de 2011, il comptait 57 habitants.

## Démographie
| 1948 | 1953 | 1961 | 1971 | 1981 | 1991 | 2002 | 2011 |
| ---- | ---- | ---- | ---- | ---- | ---- | ---- | ---- |
| 104  | 133  | 125  | 151  | 147  | 113  | 97   | 57   |

|  |